# Нерґал-ушезіб
Нерґал-ушезіб (д/н — бл. 693 до н. е.) — цар Вавилону близько 694—693 до н. е. Ім'я перекладається як «Нергал врятуй мене».

## Життєпис
Умовно відносять до IX Вавилонської династії. Ймовірно належав до халдейської знаті. Мав ім'я Шузуб. Близько жовтня 694 року до н. е. після перемоги еламітського царя Халлутуш-Іншушинака II над вавилонським володарем Ашшур-надін-шумі (підвладного Ассирії), внаслідок чого останній потрапив у полон й невдовзі загинув, Шузуба було зроблено царем Вавилону. Змінив ім'я на Нерґал-ушезіб.
За підтримки еламітів продовжив підкорення решти Вавилонії, зокрема зайняв міста Урук і Ніппур. Але влітку 693 року до н. е. ассирійці відбили Урук. Тоді на допомогу Нерґал-ушезібу прийшов цар Еламу. Втім вже у вересні 693 року до н. е. ассирійський цар Сін-аххе-еріба в битві біля Ніппура переміг армію Халлутуш-Іншушинака II і Нерґал-ушезіба. Перший втік до Еламу, де незабаром загинув. Поваленого вавилонського царя було відправлено до Ніневії, де в жовтні 693 року дон. е. його було повішено у клітці. Халдеї поставили новим царем Вавилону Мушезіб-Мардука, який продовжив боротьбу проти Ассирії.